# Piano Man (canção)
"Piano Man" foi a música de maior sucesso sucesso de Billy Joel e é considerada a música de assinatura do artista. 
Os versos da música são cantados do ponto de vista de um pianista de bar que foca em todos os outros no bar, John o bartender, a garçonete, e visitantes como Paul e Davy. A maioria das personagens são sonhos não completos, e o trabalho de pianista, ao que parece, é ajudar os outros a esqueçar da vida por um momento. O refrão, vem dos donos do bar que cantam, "Sing us a song. / You're the piano man. / Sing us a song, tonight. / "Well, we're all in the mood for a melody, / and you've got us felling alright." (Cante-nos uma canção. / Você é o pianista. / Cante-nos uma canção esta noite. / Bem, nós estamos dispostos a uma melodia. / E você nos faz sentir bem.)
"Piano Man" foi lançado como single e também em diversos álbuns.

## Visão Geral

### Inspiração
"Piano Man" é uma letra de ficção com pessoais reais que Joel encontrou durante seus dias como cantor e tocar de piano em Los Angeles, após o fracasso de seu primeiro álbum, Cold Spring Harbor. Os próprios sentimentos de Joel sobre o álbum são expressos em sonhos sem sucesso das personagens na canção. Neste ponto, Joel estava tentando sair de um mau negócio com a gravadora Family Productions, então, de acordo com Joel, ele está "se escondendo" no bar, cantando sob o nome de Bill Martin enquanto a gravadora Columbia tentava tirar ele do negócio.

### Lançamentos
Foi primeiramente lançado na segunda faixa do álbum Piano Man e depois lançado em várias coleções de sucessos, incluindo The Essential Billy Joel.
Quando foi originalmente lançado como single, os executivos da gravadora acharam muito longa (5 minutos e 38 segundos), então dois versos foram cortados pela metade. Depois, a canção de Billy Joel "The Entertainer" menciona o evento comentando, "It was a beautiful song, but it ran too long. If you're gonna have a hit, you gotta make it fit. So they cut it down to 3:05." ("Era uma linda canção, mas muito longa. Se você vai ter um sucesso, tem que adapta-la. Então eles cortam para 3:05".)
Joel disse em "Inside the Actor's Studio" que cada uma das personagens da canção são baseadas em pessoas reais, e que realmente havia um rapaz chamado Davy que estava na Marinha.

## Popularidade
A música foi um dos maiores sucessos de Joel. Conquistou a posição 25 da lista Billboard Hot 100. Hoje ainda continua popular, e alcançou em Julho de 2009 o primeiro lugar na iTunes Store. A canção é tão conhecida que durante os concertos, ele normalmente deixa o público cantar o refrão.
Durante a primeira tour Face to Face com Elton John e Joel, publicitários promoveram o evento com a frase "Rocket Man encontra Piano Man".
Em 2004, "Piano Man" obteve a posição #421 lista das das 500 melhores canções de todos os tempos

## Posição nas paradas
| Local (1973)                                 | Posição |
| -------------------------------------------- | ------- |
| U.S. Billboard Billboard Hot 100             | 25      |
| U.S. Billboard Hot Adult Contemporary Tracks | 4       |